# Thorsten Nordenfelt

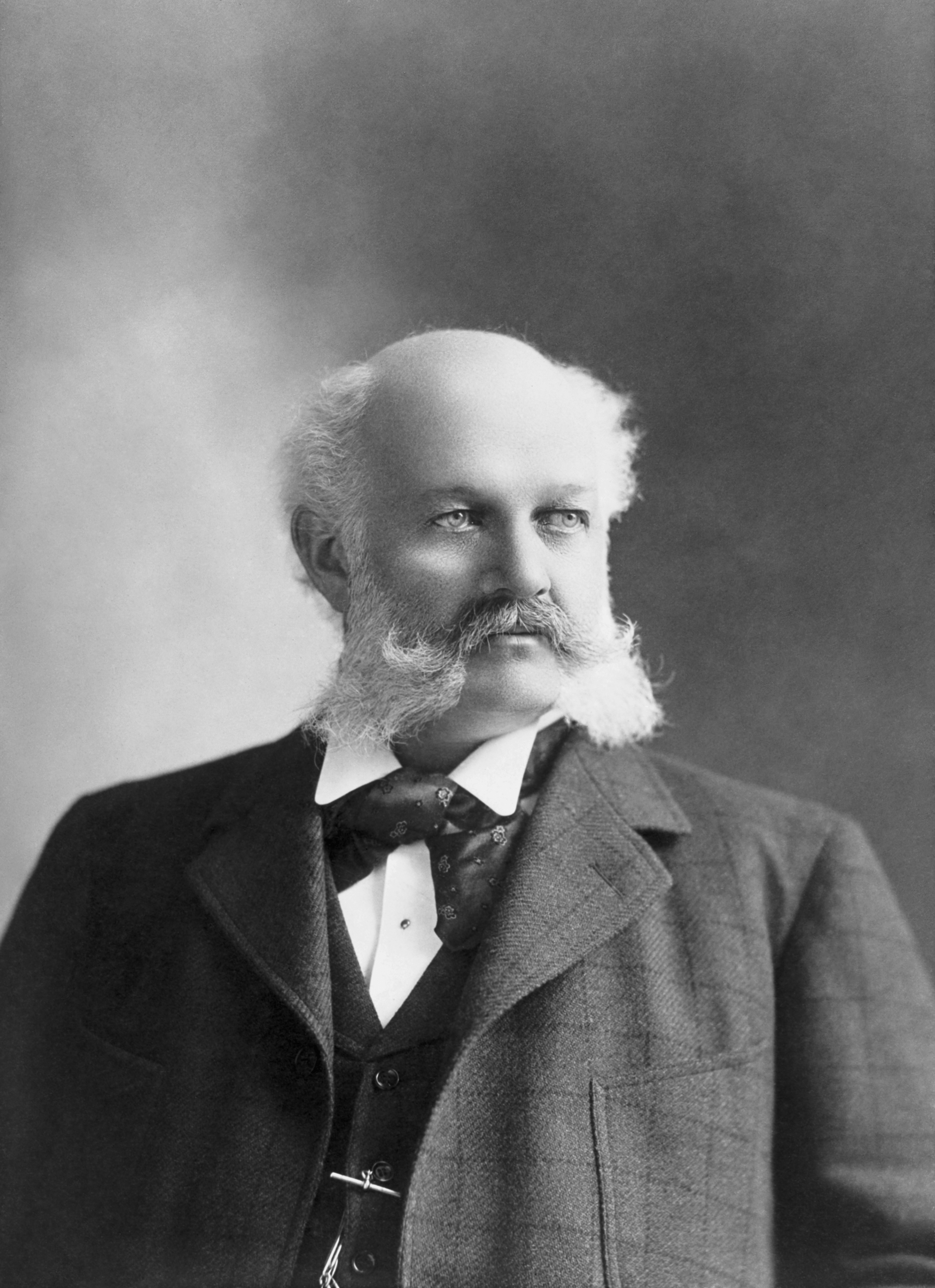
Thorsten Nordenfelt (1924)

Thorsten Nordenfelt (ur. 1842 w Örby, zm. 1920 w Sztokholmie) – szwedzki wynalazca i przemysłowiec zajmujący się przede wszystkim produkcją uzbrojenia różnego rodzaju.
Urodził się w Örby koło Kinna w Västergötland, jako syn pułkownika armii szwedzkiej.
Od lat 60. XIX wieku mieszkał w Londynie, gdzie dokonał różnych ulepszeń procesu obróbki żelaza dla celów zbrojeniowych, a także kierował budową okrętów podwodnych typu Nordenfelt. W latach 80. założył własną firmę zajmującą się sprzedażą szwedzkiej stali dla kolei brytyjskich, a później także firmę Nordenfelt Guns and Ammunition Co, która zajęła się produkcją kartaczownic konstrukcji Helge Palmcrantza, oraz szybkostrzelnych dział kalibru od 37 do 57 milimetrów. W 1888 połączyła się ona z Maximem, tworząc Maxim Nordenfelt Guns and Ammunition Co. Po osobistym bankructwie musiał się z niej wycofać i wyjechać do Francji, gdzie skonstruował zamek użyty w popularnej armacie polowej, tzw. siedemdziesiątcepiątce. 